# Un barattolo mostruoso n.3
Un barattolo mostruoso n.3 (Monster Blood III) è un romanzo per ragazzi, il ventinovesimo della serie Piccoli brividi ideata da R. L. Stine.

## Trama
Dopo la vicenda dell'anno prima con il criceto Cuddles, Evan Ross ha quest'anno un nuovo problema: badare al cuginetto Kermit Majors, un ragazzino appassionato di scienze e di chimica ed estremamente dispettoso. Per il protagonista ogni tentativo di portare la situazione a suo favore risulta impossibile dato che il cugino, in ogni modo, riesce a creare pasticci e facendo ricadere la colpa sullo stesso Evan. A quel punto, Evan e la sua amica Andy decidono, dopo l'ennesima burla di Kermit, di punirlo versando un po' di Sangue di Mostro (comprato poco tempo prima da Andy) in uno dei composti del ragazzino con il fine di spaventarlo. Dopo che Evan lo ha distratto, Andy riesce a versare la diabolica sostanza in un composto di Kermit facendolo esplodere, e Evan, senza accorgersene, inizia ad ingrandirsi a dismisura: durante l'esplosione, infatti, Evan aveva inghiottito inavvertitamente un po' del composto mischiato al Sangue di Mostro e, per questo motivo, ha iniziato a crescere in maniera esponenziale.
Dopo essere riuscito ad uscire a fatica dalla cantina, Evan, dapprima preoccupato per le sue dimensioni, decide di provare la sua nuova enorme statura prendendosela dapprima con Conan Barber, un bulletto che lo aveva perseguitato non poche volte, e poi aiutando dei bambini in un parco giochi a recuperare il loro aquilone. Poco dopo, durante una partita di baseball in cui Evan è stato finalmente scelto per giocare, l'enorme ragazzo viene circondato da pattuglie di polizia e camion dei pompieri, i quali erano stati avvisati da Conan per fermare Evan. Questi, alla fine, riesce a scappare, e raggiunto da Andy e Kermit realizza che l'unico modo per tornare normale è di utilizzare un miscuglio blu che aveva creato per rimpicciolire le cose (in particolare le punture di zanzara). Kermit, però, non si ricorda bene la ricetta e, infatti, prepara dapprima un intruglio che colora Evan di blu, e poi lo riempie di piume, ma al terzo tentativo il ragazzo riesce a tornare normale, scampando alla polizia (che era sulle sue tracce). Il giorno dopo, però, Evan si accorge di essersi rimpicciolito del tutto.

## Edizioni
- R. L. Stine, Un barattolo mostruoso n.3, traduzione di Alessandra Padoan, collana Piccoli brividi, Arnoldo Mondadori Editore, 1996, ISBN 88-04-42401-X.